# Q-ball
Na física teórica, Q-Balls são uma coleção de matéria bosônica, que tem um estado de energia inferior do que suas partículas individuais. Em suma, Q-ball é essencialmente um novo universo. Q-all é uma consequência da teoria da supersimetria, que ajudaria a unificar todas as forças da natureza. A teoria exige que cada partícula de matéria que conhecemos tenha um parceiro ainda não detectado, com quarks combinados com "squarks" e elétrons emparelhados com "selétrons". Modelos supersimétricos permitem Q-balls, solitons não topológicos estáveis, que podem ter sido produzidos no início do Universo e contribuiram para a matéria escura.
Esses objetos conteriam sua própria assimetria matéria-antimatéria, o que significa que dentro de cada Q-Ball existiriam porções desiguais de matéria e antimatéria. Quando essas Q-Balls "estouraram", elas teriam liberado mais matéria do que antimatéria momentos depois do Big Bang, antes de o universo inflar rapidamente.

## História
As configurações de um campo escalar carregado que são classicamente estáveis (estáveis contra pequenas perturbações) foram construídas por Rosen em 1968. Configurações estáveis de múltiplos campos escalares foram estudadas por Friedberg, Lee e Sirlin em 1976. O nome "Q-ball" e a prova da estabilidade mecânica quântica (estabilidade contra tunelamento para configurações de energia mais baixa) vêm de Sidney Coleman.

## Aplicações práticas
Os Q-Balls podem ser usados para fornecer uma fonte inesgotável de energia barata. Estudos sugerem que a energia poderia ser extraída colocando Q-Balls na água, de modo que os fragmentos de decaimento de prótons - elétrons e fótons - emergindo da Q-Ball aquecessem a água.